# 单晶河乡
单晶河乡，是中华人民共和国河北省张家口张北县下辖的一个乡镇级行政单位。

## 行政区划
单晶河乡下辖以下地区：
单晶河村、章木淖村、马连囫囵村、长河村、察老圪其村、谢家梁村、贾奎村、马家村、三股泉村、梅茂村、谢家阳坡村、公沟村、小水泉村和大水泉村。